# Vassili Toporkov
Vassili Ossipovitch Toporkov (en russe : Василий Осипович Топорков), né le 4 mars 1889 (16 mars dans le calendrier grégorien) à Saint-Pétersbourg  et mort à Moscou le 25 août 1970, est un acteur, metteur en scène et professeur d'art dramatique soviétique. 
Il est récompensé du Prix Staline en 1946 et 1952.

## Biographie
Il monte pour la première fois sur scène en 1909, au théâtre de la société littéraire d'Alexeï Souvorine de Saint-Pétersbourg. 
Au début de la Première Guerre mondiale il est mobilisé. Fait prisonnier en 1914, il sera libéré quatre ans plus tard.  
En 1919-1927, il travaille au théâtre Korch où il se distingue comme acteur de genre. En 1927, il intègre la troupe du théâtre d'art de Moscou.
Il reçoit son premier prix Staline de 1re classe en 1946, pour le rôle de géologue Maurice dans l'adaptation d'Exploration profonde (Глубокая разведка) d'Aleksandr Kron, une pièce consacrée à l'activité quotidienne d'industrie pétrolière soviétique. 
En 1948, il est nommé artiste du peuple de l'URSS.
On lui attribue un second prix Staline de 1re classe en 1952, pour le rôle d'Aleksei Krougosvetlov dans le spectacle Les Fruits de la science de Tolstoï. 
Il enseigne à l'École-studio du Théâtre d'Art Académique de Moscou. Parmi ses élèves, Valentin Gaft, Lev Dourov, Oleg Efremov, Valentina Leontieva, Oleg Tabakov et Evgueni Ourbanski.
Il écrit un livre consacré à Constantin Stanislavski, Stanislavski en répétition, décrivant les dernières années du père de « la méthode ».
Mort à Moscou, Vassili Toporkov est enterré au cimetière de Novodevitchi.

## Filmographie
- 1924 : Morozko (Морозко) de Iouri Jeliaboujski : vieil homme
- 1927 : L’Étrangère (Чужая) de Konstantin Eggert
- 1933 : Les Marionnettes (Марионетки) de Yakov Protazanov : directeur de théâtre
- 1935 : La Frontière (Граница) de Mikhail Dubson
- 1944 : Le Jubilé (Юбилей) de Vladimir Petrov : Khirine
- 1954 : L'Épreuve de fidélité (Испытание верности) d'Ivan Pyryev : Savva Vikentievitch
- 1957 : Jeune fille sans adresse (Девушка без адреса) d'Eldar Riazanov : préposé au vestiaire